# Spoorlijn Szczecin - Strasburg
De spoorlijn Szczecin - Strasburg is een Duitse spoorlijn gelegen in de deelstaat Mecklenburg-Voor-Pommeren tussen de gemeente Strasburg en de Poolse stad Szczecin (voorheen Stettin). De is als spoorlijn 6327 tussen Strasburg en Grambow (grens) onder beheer van DB Netze.

## Geschiedenis
Het traject is in fasen aangelegd:
- 16 maart 1863: Pasewalk – Szczecin, door de Berlin-Stettiner Eisenbahn-Gesellschaft;
- 15 december 1866: Strasburg - Pasewalk.

## Treindiensten

### Deutsche Bahn
De Deutsche Bahn verzorgt het personenvervoer op dit traject met RE / RB treinen.
- RE: Lübeck – Bad Kleinen – Güstrow – Neubrandenburg – Szczecin

## Aansluitingen
In de volgende plaatsen was of is er een aansluiting van de volgende spoorwegmaatschappijen:

### Strasburg
- Lübeck - Strasburg, spoorlijn tussen Lübeck en Strasburg
- Wittenberge - Strasburg, spoorlijn tussen Wittenberge en Strasburg
- Prenzlauer Kreisbahnen, voormalige spoorlijn tussen Strasburg en Prenzlau

### Pasewalk
- Spoorlijn Angermünde - Stralsund, spoorlijn tussen Angermünde en Stralsund

### Löcknitz
- Prenzlauer Kreisbahnen, voormalige spoorlijn tussen Löcknitz en Prenzlau

### Szczecin Gumieńce
- Berlin-Stettiner Eisenbahn, spoorlijn tussen Berlin en Szczecin

### Szczecin Główny
- Berlin-Stettiner Eisenbahn, spoorlijn tussen Berlin en Szczecin
- Poznań - Szczecin, spoorlijn tussen Poznań en Szczecin
- Szczecin - Trzebież, spoorlijn tussen Szczecin en Trzebież

## Elektrische tractie
Het traject tussen Szczecin Gumieńce en Szczecin Główny werd door de PKP geëlektrificeerd met een spanning van 3.000 volt gelijkstroom.